# Macedonia Blas Flores
Macedonia Blas Flores (Querétaro,1970) es una defensora de los derechos humanos mexicana de origen otomí (hñañú), candidata al Premio Nobel de la Paz en 2005
 por el activismo que emprendió contra la violencia sufrida contra ella misma y contra las mujeres de su pueblo indígena. Desde 1997, encabeza la asociación civil Fotzi Ñahño (ayuda a los hñañús).

## Biografía
Macedonia es originaria de El Bothe, San Ildefonso Tultepec, municipio de Amealco, Querétaro. De origen hñañú, madre de 12 hijos y dedicada durante décadas a la venta de artesanías. Desde 1997, trabaja en la asociación civil Fotzi Ñahño, que imparte pláticas sobre derechos humanos y violencia de género a indígenas hñañú. 

Lo que yo hago está bien porque trabajo no nada más para mí sino para todas las mujeres que sufren violencia.
Macedonia Blas

En 2003, fue acusada falsamente por dos mujeres de su comunidad (madre e hija) de adulterio, lo que para los usos y costumbre de los hñañú contempla como castigo la agresión pública, como golpes y jalones de cabellos, así como la aplicación de una pasta de chiles en los genitales, lo que provocó un daño irreversible en Macedonia. 

-¿De qué la acusaron esa mujer y su marido?
-De adulterio, decían que yo andaba con ese señor. Yo había tenido un hijo con otro señor, y ellos decían que era de él. Fue bien feo el chisme, por eso a veces me pongo a pensar que hay gente cobarde. Lo decían así cuando saben que no era verdad. Creo que pensaron que no iba a salir adelante, pero no me quedé callada. Ahora ya se me olvidaron esos problemas, estoy viviendo una nueva vida, con las compañeras de otras organizaciones.
Entrevista de Mariana Winocur a Macedonia Blas

La activista, asesorada por la Comisión de Derechos Humanos del Estado de Hidalgo, interpuso una denuncia penal contra sus agresoras, convirtiéndose en la primera mujer indígena en hacerlo, hecho que llamó la atención de activistas y medios de comunicación. A partir del hecho, Macedonia decidió involucrarse de una forma más activa en la defensa de los derechos de las mujeres hñañú, lo que le valió el reconocimiento como candidata al Nobel de la Paz en 2005. Luego de ese hecho aprendió a leer y a escribir y a realizar operaciones matemáticas básicas por cursos del INEA.
En 2017, fue postulada a la Medalla de Honor "Nelson Mandela" a los derechos humanos, misma que entrega la Legislatura del Estado de Querétaro.

## Candidatura al Nobel de la Paz
En 2005, fue propuesta por la Asociación 1000 Mujeres para el Premio Nobel de la Paz a recibir dicho galardón por su activismo en pro de las mujeres de su comunidad.

Para mí fue bonito porque dentro de la candidatura me invitaron a muchas escuelas e instituciones, a dar conferencias, fue bonito, fue en el 2005 y anduve compartiendo experiencias que aprendí. Para mí fue un cambio de vida y quiero compartir con otras mujeres que todavía le temen a hablar, a decir las cosas de siempre.
Entrevista de Adrián Barrera a Macedonia Blas

## Activismo
Macedonia trabaja en su asociación civil impartiendo talleres a las mujeres de su comunidad sobre violencia de género, de prevención de las violaciones a niñas y mujeres indígenas y de prevención del alcoholismo en mujeres. Igualmente, participa en proyectos productivos para la siembra de hortalizas y apoyar el desarrollo económico femenino.